# Fraine
Fraine est une commune de la province de Chieti dans les Abruzzes en Italie.

## Administration
| Période                                  | Période  | Identité              | Étiquette | Qualité |
| ---------------------------------------- | -------- | --------------------- | --------- | ------- |
| 30 mai 2006                              | En cours | Giandomenico Finamore |           |         |
| Les données manquantes sont à compléter. |          |                       |           |         |

### Communes limitrophes
Carunchio, Castiglione Messer Marino, Roccaspinalveti